# Месснер, Тэмми Фэй
Тамара Фэй «Тэмми» Беккер Месснер (англ. Tamara Faye "Tammy" Bakker Messner, 7 марта 1942, Интернашенал-Фолс, Миннесота — 20 июля 2007, Лох-Ллойд, Миссури) — американская телеведущая, христианская певица, евангелист, предприниматель и автор. Супруга телепроповедника Джима Беккера, вместе с которым с 1976 по 1987 год была автором и ведущей христианской телепередачи «The PTL Club». Тэмми также запомнилась своим образом с тяжёлым макияжем на лице, особенно обильным использованием туши и крупными накладными ресницами. В 2021 году на экраны вышел биографический фильм «Глаза Тэмми Фэй», где роль Тэмми Фэй исполнила Джессика Честейн, получившая за эту роль премию «Оскар».

## Биография

### Юные годы
Тамара Фэй Волли родилась в городе Интернешнл Фоллс в штате Миннесота старшей из двух детей в семье проповедников-пятидесятников. Вскоре после рождения Тэмми её родители развелись, и она осталась с матерью и братом. Спустя пару лет её мать вновь вышла замуж и родила ещё шестерых детей. В юности Тэмми много помогала матери по дому и уходу за младшими братьями и сёстрами, а наибольшее влияние на неё в то время оказала её тётя, которая приобщила девочку к церкви.
В десятилетнем возрасте набожная Тэмми «почувствовала в себе свет любви Божией» и ещё больше углубилась в религию. Она стала посещать летние библейские лагеря и петь в церковном хоре. Будучи ещё школьницей, она сразу же после учёбы шла на работу в универмаг, в котором некогда работала её тётя. С юных лет Тэмми во многом себя ограничивала, так например она не посещала кинотеатров, школы танцев и не играла в бейсбол, потому что её церковь запрещала все эти праздности. После окончания школы, по предложению матери, Тэмми стала министрантом в церкви.

### Джим Беккер и «The PTL Club»
В 1960 году во время обучения в Библейском колледже в Миннеаполисе в штате Миннесота, Тэмми познакомилась с Джимом Баккером, с которым у неё завязался роман. Спустя год они поженились и переехали в Северную Каролину, где организовали совместное служение в церкви. В 1970 году у Тэмми родилась дочь Тэмми Сью Баккер Чепмен, а спустя пять лет сын Джейми Чарльз Баккер.
Вскоре после замужества она с мужем стала тесно сотрудничать с местными телевизионными студиями. Они вдвоём организовали несколько христианских миссионерских телепрограмм, а в середине 1970-х годов её муж Джим стал создателем самого знаменитого их проекта — «The PTL Club» (Praise The Lord, рус. Хвалите Господа). В этой телеверсии этого проекта первоначально рассказывались сентиментальные и проникновенные житейские истории христиан вперемешку с христианскими песнями, а затем в передачу стали включаться репортажи о гомосексуалах, во время чего Тэмми призывала зрителей относится к ним с терпением и пониманием, и репортажи о больных СПИДом, за который Тэмми призывала молиться и проявлять сочувствие. Благодаря этим выступлениям Тэмми заручилась большим уважением и поддержкой среди сообщества геев и трансвеститов.
Проект «The PTL Club» прекратил своё существование в 1987 году после скандала, в ходе которого было выявлено, что данный проект заплатил 287 000 $ актрисе Джессике Хан за умалчивание факта о её интимных отношениях с Джимом Беккером. В ходе расследования были выявлены подробности о роскошной жизни четы Беккеров. В СМИ просочилась информация о кондиционере в будке их собачки, а также о позолоченных светильниках ванной. Вдобавок к этому были раскрыты несколько дел о мошенничестве Беккера, связанные с продажей земельных участков на крупные суммы, за что в итоге в 1988 году Джим Беккер получил 45 лет тюремного заключения и проект «The PTL Club» был объявлен банкротом.

### Второе замужество и рак
В 1992 году Тэмми подала на развод с Беккером. Через год она вышла замуж за контрагента Ро Месснера.
В 1996 году у Тэмми Месснер диагностировали рак толстой кишки. Начав с ним борьбу, она вновь вернулась на телевидение, где возобновила свои выступления с целью привлечения зрителей к проблемам тяжелобольных людей. Вдобавок к этому, она написала несколько аналогичных книг и пару автобиографий. Помимо этого, она появилась на телевидении и в качестве актрисы в сериалах «Розанна», «Шоу Дрю Кэри» и «Площади Голливуда».
Начиная с 2004 года, Месснер стала частой гостьей на «Шоу Ларри Кинга», в котором рассказывала зрителем о своём здоровье и процессах лечения. В том же году зрители узнали о том, что у Тэмми обнаружен и рак легкого, в результате чего она вынуждена пройти курс химиотерапии. В 2006 году на том же шоу она рассказала, что продолжает страдать от рака лёгкого. Она также сообщила, что имеет трудности с глотанием пищи, страдает от приступов паники и продолжает существенно терять вес. Осенью 2006 года в журнале «The New Yorker» появилось сообщение о том, что Тэмми Фэй Месснер находится в хосписе, где медленно умирает. В мае 2007 года она опубликовала заявление на своём сайте, в котором сообщила о том, что все процедуры по её лечению от рака остановлены, но, несмотря на это, призвала своих поклонников продолжать молиться за неё.

### Смерть
19 июля 2007 года Тэмми в последний раз появилась на «Шоу Ларри Кинга», в которой предстала перед публикой совершенно худой и измождённой. В конце эфира она призналась зрителям в любви и выразила надежду встретиться с ними когда-нибудь на небесах. Позже её муж сообщил, что Тэмми в этом интервью решила попрощаться со своими поклонниками. На следующее утро, 20 июля 2007 года, в возрасте 65 лет Тэмми Фэй Месснер умерла в своём доме после 11 лет борьбы с болезнью.
В 2021 году на экраны вышел биографический фильм «Глаза Тэмми Фэй», где главную роль исполнила Джессика Честейн, получившая за эту роль «Оскар».